# Főtitkár
A főtitkári (vagy első titkári) cím egyes szervezetek fő tisztviselőit (olykor egyben vezetőit) illeti meg. Például:
- egyházak és felekezetközi szervezetek - pl. Egyházak Világtanácsa
- pártok - leginkább a kommunista pártok használják
- gazdasági társaságok - leginkább az Egyesült Királyságban
- nemzetközi szervezetek: ENSZ, NATO

## Politikai pártok
A legtöbb kommunista párt vezetőjének hivatalos címe a Központi Bizottság Főtitkára. A kommunista pártok által irányított országokban a párt főtitkára általában az ország de facto vezetője. Néha a főtitkár egyúttal az elnöki vagy miniszterelnöki címeket is birtokolja, így az ország de jure vezetője. Például Magyarországon Kádár János 1956 és 1988 között az MSZMP első-, majd főtitkára volt. 1956 és 1958 illetve 1961 és 1965 között a minisztertanács elnöke címmel egyben kormányfő is volt.

## Jelenlegi kommunista pártfőtitkárok
| Pozíció                                                     | A személy neve                          |  | Ciklus kezdete     | Egyéb elnevezések |
| ----------------------------------------------------------- | --------------------------------------- |  | ------------------ | --- |
| A Kubai Kommunista Párt első titkára                        | Miguel Díaz-Canel                       |  | 2021. április 19.  | |
| A Vietnami Kommunista Párt főtitkára                        | Nguyễn Phú Trọng                        |  | 2011. január 19.   | A Vietnami Kommunista Párt első titkára (1960-76) |
| A Laoszi Nép Forradalmi Párt főtitkára                      | Csummali Szajaszon (Choummaly Sayasone) |  | 2006. március 21.  | A Laoszi Nép Forradalmi Párt elnöke |
| A Kínai Kommunista Párt főtitkára                           | Hszi Csin-ping (Xi Jinping)             |  | 2012. november 15. | A Kínai Kommunista Párt elnöke |
| A Brit Kommunista Párt főtitkára                            | Robert Griffiths                        |  | 1998. január       | |
| A Koreai Munkáspárt főtitkára                               | Kim Dzsongun                            |  | 2011. december 26. | A Koreai Munkáspárt Központi Bizottságának elnöke (1946-1966) A Koreai Munkáspárt Központi Bizottságának főtitkára (1966-1997) A Koreai Munkáspárt főtitkára (1997-2012) A Koreai Munkáspárt első titkára (2012-2016) A Koreai Munkáspárt elnöke (2016-2021) |
| Az Oroszországi Föderáció Kommunista Pártjának első titkára | Gennagyij Andrejevics Zjuganov          |  | 1993. február 14.  | |

## Korábbi pártfőtitkárok
| Pozíció                                      | A személy neve                                                     |  | Tisztség betöltésének vége | Egyéb elnevezések |
| -------------------------------------------- | ------------------------------------------------------------------ |  | -------------------------- | --- |
| A Szovjetunió Kommunista Pártjának főtitkára | a tisztséget megszüntették (utolsó: Mihail Szergejevics Gorbacsov) |  | 1991                       | A Bolsevik Párt főtitkára (1917-18) Chairman of the Secretariat of the RCP(b) (1918-19) Responsible Secretary of the RCP(b) (1919-22) A CPSU első embere (1953-66) |
| A Német Szocialista Egységpárt főtitkára     | a tisztséget megszüntették (utolsó: Egon Krenz)                    |  | 1989                       | |
| A Magyar Szocialista Munkáspárt főtitkára    | a tisztséget megszüntették (utolsó: Grósz Károly)                  |  | 1989                       | |
| A Román Kommunista Párt főtitkára            | a tisztséget megszüntették (utolsó: Nicolae Ceaușescu)             |  | 1989                       | |
| Az Albán Munkáspárt első titkára             | a tisztséget megszüntették (utolsó: Enver Hoxha)                   |  | 1985                       | |
| A Kambodzsai Kommunista Párt főtitkára       | a tisztséget megszüntették (utolsó: Pol Pot)                       |  | 1981                       | |